# 潘福斯湖
潘福斯湖（英語：Pumphouse Lake），是南極洲的湖泊，位於南奧克尼群島的西格尼島，由英國南極名稱諮詢委員命名，該湖泊現時由南極條約體系管理。